# Ma-King
A Ma-King Okui Maszami harmadik nagylemeze, mely 1997. szeptember 26-án jelent meg a King Records kiadó jóvoltából. Az album a 12. helyet érte el a japán Oricon chart heti album eladási listán, 5 hétig volt fent, és 45.550 példányt adtak el belőle.

## Dalok listája
1. Endless Life 5:29
2. Szouda, zettai. 4:34
3. A&C 5:24
4. Process
5. Nidzsi no jóni (Prismix) 5:07
6. Spicy Essence 5:19
7. Naked Mind (Dynamix) 4:132
8. Precious Wing (Light Wind Version) 5:08
9. More Than Words (In My Heart) 6:10
10. I San’t... (Daydreamix) 5:29
11. J (Wild Beat Version) 4:41
12. Rinbu-revolution (Red Rose Version) 4:32
13. Spirit of the Globe 4:40
14. Kaze ni fukarete 4:52

## Albumból készült kislemezek
- Naked Mind (1996. december 5.)
- J (1997. március 5.)
- Rinbu-Revolution (1997. május 21.)
- Szouda, Zettai. (1997. június 21.)